# Пулиопулос, Панделис
Пандели́с Пулио́пулос (греч. Παντελής Πουλιόπουλος, англ. Pandelis Pouliopoulos; 10 марта 1900 — 6 июня 1943) — греческий коммунист, переводчик, генеральный секретарь Коммунистической партии Греции, основатель троцкистского движения в Греции.

## Биография
В 1919 году поступил на юридический факультет Афинского университета и вступил в Социалистическую рабочую партию Греции — предшественницу местной Компартии.
В 1920 году был принудительно призван в армию и отправлен на греко-турецкую войну. В 1922 году был арестован за антивоенную деятельность, но вскоре освобождён в связи с окончанием войны. Участвовал в движении ветеранов войны, в 1924 году был избран председателем Всегреческой федерации ветеранов.
Летом 1924 году участвует в 5-м конгрессе Коминтерна. Становится генеральным секретарем КПГ. 24 августа 1925 Пулиопулос, наряду с 23 соратниками, предстал в Афинах перед судом по обвинению в том, что ведёт агитацию за автономию Македонии и Фракии и, следовательно, якобы выступает против территориальной целостности Греции. На суде генсек Коммунистической партии выступил с пятичасовой речью, и судебное преследование было приостановлено. Однако в феврале 1926 года суд над «автономистами» возобновился. Хотя обвинения были опровергнуты, товарищей Пулиопулоса вместо того, чтобы выпустить на волю, отправили в ссылку на острова Анафи, Аморгос и Фолегандрос.
Пулиопулос попал на Фолегандрос и смог вернуться только после падения диктатуры Пангалоса в августе 1926 года. Подал в отставку с поста генерального секретаря КПГ, но был восстановлен решением Коминтерна. Однако из-за несогласия со сталинистской линией в коммунистическом движении стал подвергаться гонениям. Уже в марте 1927 года Панделис Пулиопулос и Пастиас Гиацопулос были выведены из состава Центрального комитета партии, а вскоре вообще исключены из партии за публикацию брошюры «Новое начало».
После исключения из партии ищет связи с Левой оппозицией, но отказывается влиться к археомарксистам. Их позиции неортодоксального марксизма, хоть и были близки к троцкизму, казались Пулиопулосу «сектантскими» в отношении партии. В декабре 1928 года греческие троцкисты во главе с Пулиопулосом начали издавать журнал «Спартак». Когда археомарксисты были признаны представителями Международной левой оппозиции, Троцкий впоследствии осудил и Пулиопулоса, и его молодого соратника Мишеля Пабло (отколовшегося от археомарксистов) «как фракционеров».
В 1934 году обе греческие троцкистские группы объединились в Организацию коммунистов-интернационалистов Греции (ОКДЕ). Поначалу Пулиопулос некоторое время поддерживал связи с Раймоном Молинье и Куртом Ландау — троцкистами, противостоявшими идее нового, Четвёртого интернационала. Но в итоге он согласился с курсом Троцкого, и Единая организация коммунистов-интернационалистов Греции (ЭОКДЕ) в сентябре 1938 года приняла участие в учредительной конференции Интернационала в Париже.
В 1938 году ушёл в подполье, был арестован правым авторитарным режимом Метаксаса и заключён в крепость Акронафплия.
Как и многие другие заключённые греческие коммунисты, Пулиопулос был передан оккупационным властям, с началом тройной, германо-итало-болгарской оккупации Греции (1941—1944). В 1943 году был расстрелян итальянскими оккупационными войсками вместе с 105 другими заключёнными, как ответ на одну из крупнейших акций греческих партизан — подрыв железнодорожного туннеля в Курново и уничтожения в нём железнодорожного состава с войсками. Даже во время казни продолжал обращаться к расстрельной бригаде с антифашистскими речами. В результате, сами итальянские солдаты отказались проливать кровь Пулиопулоса, а он был расстрелян отдельно от других узников жандармами (карабинерами).
Пулиопулос перевёл на греческий язык многие марксистские труды, такие как: «Капитал» Карла Маркса, «Экономическое учение Карла Маркса» Карла Каутского, «Преданная революция» Л. Д. Троцкого и «Теория исторического материализма» Н. И. Бухарина.